# 小行星8548
小行星8548（英語：8548 Sumizihara）是一颗围绕太阳公转的小行星。1994年3月14日，圓舘金、渡邊和郎在北见发现了此天体。
这颗小行星的绝对星等为351.93179等。